# Schaan-Vaduz (stacja kolejowa)
Schaan-Vaduz – jedna z 4 stacji kolejowych na terytorium Liechtensteinu, mieszcząca się w miejscowości Schaan, 3,5 km od Vaduz. Jest własnością Österreichische Bundesbahnen (ÖBB) – Austriackich Kolei Federalnych.

## Informacje
Schaan-Vaduz mieści się przy międzynarodowej i zelektryfikowanej linii kolejowej Feldkirch-Buchs, pomiędzy stacją Buchs (w Szwajcarii) a przystankiem Forst Hilti (na północnym przedmieściu Schaan). Jest obsługiwana tylko przez pociągi regionalne.
Znajdująca się w centrum miejscowości stacja składa się z dwupiętrowego budynku (wybudowanego w stylu dworców austro-węgierskich), drewnianej wiaty i peronów obsługujących pierwszy tor. Drugi tor nie ma peronu i jest rzadko używany. Na peronie znajdują się resztki szyn, część zdemontowanego systemu torów używanego przez wagony towarowe.